# Adidas Grand Prix 2013
Adidas Grand Prix 2013 byl lehkoatletický mítink, který se konal 25. května 2013 v americkém New Yorku. Byl součástí série mítinků Diamantová liga.

## Výsledky

### Muži
| Disciplína     | 1. místo                  | 2. místo                        | 3. místo                     |
| 100 m          | Tyson Gay 10,02           | Ryan Bailey 10,15               | Keston Bledman 10,16         |
| 200 m          | Warren Weir 20,11         | Alonso Edward 20,38             | Jeremy Dodson 20,65          |
| 400 m          | Josh Mance 45,59          | Kévin Borlée 45,71              | Jeremy Wariner 45,72         |
| 800 m          | David Rudisha 1:45,14     | Andrew Osagie 1:46,44           | Timothy Kitum 1:46,93        |
| 5 000 m        | Hagos Gebrhiwet 13:10,03  | Vincent Kiprop Chepkok 13:15,51 | Ibrahim Jeilan 13:16,46      |
| 110 m překážek | Ryan Brathwaite 13,19     | Orlando Ortega 13,24            | Sergej Šubenkov 13,29        |
| 400 m překážek | Michael Tinsley 48,43     | Javier Culson 48,53             | Johnny Dutch 48,78           |
| Trojskok       | Benjamin Compaoré 16,45 m | Christian Taylor 16,42 m        | Gaëtan Saku Bafuanda 16,15 m |
| Vrh koulí      | Ryan Whiting 21,27 m      | Reese Hoffa 20,69 m             | Cory Martin 20,60 m          |

### Ženy
| Disciplína       | 1. místo                            | 2. místo                        | 3. místo                           |
| 100 m            | Aleen Baileyová 11,37               | Mikele Barber 11,39             | Lekeisha Lawson 11,44              |
| 200 m            | Veronica Campbellová-Brownová 22,53 | Anneisha McLaughlin 22,63       | Shalonda Solomon 22,91             |
| 400 m            | Amantle Montshoová 49,91            | Natasha Hastings 50,24          | Francena McCororyová 51,06         |
| 1500 m           | Abeba Aregawiová 4:03,69            | Hellen Onsando Obiriová 4:04,84 | Brenda Martinez 4:06,25            |
| 3 000 m překážek | Lidya Chepkurui 9:30,82             | Etenesh Diro Neda 9:33,76       | Sofia Assefaová 9:33,84            |
| Skok do výšky    | Blanka Vlašičová 194 cm             | Emma Greenová 191 cm            | Brigetta Barrettová 191 cm         |
| Skok o tyči      | Jennifer Suhrová 463 cm             | Fabiana Murerová 453 cm         | Yarisley Silvaová 453 cm           |
| Skok daleký      | Janay DeLoachová 679 cm             | Shara Proctorová 672 cm         | Éloyse Lesueurová 667 cm           |
| Hod diskem       | Sandra Perkovićová 68,48 m          | Gia Lewis-Smallwood 61,86 m     | Mélina Robertová-Michonová 61,45 m |
| Hod oštěpem      | Christina Obergföllová 65,33 m      | Marija Abakumovová 64,25 m      | Kimberley Mickleová 63,93 m        |